# Maxee
Maxee (Guyana, 1969. január 11. – Los Angeles, 2015. február 28.)  amerikai énekesnő, dalszerző.

## Pályafutása
Maxee az 1990-es évek közepén megalapította a Brownstone együttest Monica „Mimi” Doby és Nicci Gilbert énekesnőkkel. Egy a cappella meghallgatás után a trió leszerződött a MJJ Music kiadójánál. Az együttes 1995-ben adta ki debütáló albumát, a From the Bottom Up-ot, amely platinalemez lett és Grammy-díjra jelölték a legjobb R&B duó vagy együttes vokális előadás kategóriában a top 10-es slágerükért, az „If You Love Me”-ért. Néhány személycsere után kereskedelmileg kevésbé sikeres volt második albumuk („Still Climbing”; 1997), a trió feloszlott.
A Brownstone feloszlását követően Maxwell Londonba költözött, és 2000-ben leszerződött a Mercury Recordshoz, hogy szólókarrierbe kezdjen. Debütáló szóló kislemeze, a „When I Look into Your Eyes”, Fred Jerkins III producerrel készült remixként, és az 55. helyet érte el a brit kislemezlistán. A folytatás, a „This Is Where I Wanna Be” viszont nem került be a slágerlistákra.
2015. február 28-án Los Angelesben egy szerencsétlen balesetben halt meg. Otthonában elesett és elvágta a torkát egy eltört pohárral. Röviddel ezután egy kórházban hunyt el, 46 éves korában.

## Díjak
- 1995: Grammy-díj jelölt